# Facundo Díaz Acosta
Facundo Díaz Acosta (ur. 15 grudnia 2000 w Buenos Aires) – argentyński tenisista.

## Kariera tenisowa
W karierze zwyciężył w pięciu singlowych oraz jednym deblowym turnieju cyklu ATP Challenger Tour. Ponadto wygrał trzy singlowe oraz trzy deblowe turnieje rangi ITF.
W 2018 roku podczas igrzysk olimpijskich młodzieży w Buenos Aires wywalczył złoty medal w grze podwójnej. Startując w parze z Sebastiánem Báezem, pokonał w finale parę Adrian Andreew–Rinky Hijikata 6:4, 6:4. Ponadto zdobył srebrny medal w grze pojedynczej, w finale przegrywając z Hugo Gastonem 4:6, 5:7.
W 2022 roku podczas igrzysk Ameryki Południowej zdobył złoty medal w grze pojedynczej oraz brązowy medal w grze podwójnej.
W 2023 roku zadebiutował w imprezie Wielkiego Szlema podczas turnieju French Open. Startując jako szczęśliwy przegrany z kwalifikacji, odpadł w pierwszej rundzie z Jasonem Kublerem.
Najwyżej sklasyfikowany w rankingu gry pojedynczej był na 93. miejscu (21 sierpnia 2023), a w klasyfikacji gry podwójnej na 173. pozycji (28 listopada 2022).

### Zwycięstwa w turniejach ATP Challenger Tour

#### Gra pojedyncza
| Końcowy wynik | Nr | Data              | Turniej    | Nawierzchnia | Przeciwnik           | Wynik finału   |
| ------------- | -- | ----------------- | ---------- | ------------ | -------------------- | -------------- |
| Zwycięzca     | 1. | 14 maja 2022      | Coquimbo   | Ceglana      | Pedro Boscardin Dias | 7:5, 7:6(4)    |
| Zwycięzca     | 2. | 30 kwietnia 2023  | Savannah   | Ceglana      | Tristan Boyer        | 6:3, 6:1       |
| Zwycięzca     | 3. | 20 maja 2023      | Oeiras     | Ceglana      | Aleksandar Vukic     | 6:4, 6:3       |
| Zwycięzca     | 4. | 9 lipca 2023      | Mediolan   | Ceglana      | Matteo Gigante       | 6:3, 6:3       |
| Zwycięzca     | 5. | 19 listopada 2023 | Montevideo | Ceglana      | Thiago Monteiro      | 6:3, 4:3 krecz |

#### Gra podwójna
| Końcowy wynik | Nr | Data             | Turniej | Nawierzchnia | Partner                 | Przeciwnicy                                   | Wynik finału      |
| ------------- | -- | ---------------- | ------- | ------------ | ----------------------- | --------------------------------------------- | ----------------- |
| Zwycięzca     | 1. | 10 września 2022 | Sewilla | Ceglana      | Román Andrés Burruchaga | Nicolás Álvarez Varona Alberto Barroso Campos | 7:5, 6:7(8), 10–7 |